# 包瑞德
大卫·迪恩·巴雷特（1892年8月6日—1977年2月3日），汉名包瑞德，美国外交家、陆军上校、中国通。1944年曾任美军驻延安观察组（迪克西使团）组长。二战后任美国驻华大使馆武官处驻北平處長。1949年10月从北平离开華。1950年，他與賈瑞德海軍少將、郝士敦空軍上校一同成為美國駐中華民國大使館在臺灣重設後的第一代武官。从美国陆军退役后，担任科罗拉多大学教授，开设中文教学课程。